# Sara Slott Petersen
Sara Slott-Bruun Petersen (Nykøbing Falster, 9 aprile 1987) è un'ostacolista danese, specializzata nei 400 metri ostacoli.

## Palmarès
| Anno | Manifestazione   | Sede           | Evento      | Risultato  | Prestazione | Note                                     |
| ---- | ---------------- | -------------- | ----------- | ---------- | ----------- | ---------------------------------------- |
| 2009 | Europei indoor   | Torino         | 400 m piani | Semifinale | 54"63       |                                          |
| 2009 | Universiade      | Belgrado       | 400 m hs    | Bronzo     | 56"40       |                                          |
| 2009 | Europei under 23 | Kaunas         | 400 m hs    | 6ª         | 55"77       |                                          |
| 2009 | Mondiali         | Berlino        | 400 m hs    | Semifinale | 56"99       |                                          |
| 2010 | Europei          | Barcellona     | 400 m hs    | Batteria   | 57"28       |                                          |
| 2011 | Universiadi      | Shenzhen       | 400 m hs    | 4ª         | 56"54       | Miglior prestazione personale stagionale |
| 2011 | Mondiali         | Taegu          | 400 m hs    | Semifinale | 56"49       |                                          |
| 2012 | Europei          | Helsinki       | 400 m hs    | Semifinale | 56"07       |                                          |
| 2012 | Giochi olimpici  | Londra         | 400 m hs    | Semifinale | 56"21       |                                          |
| 2014 | Europei          | Zurigo         | 400 m hs    | Batteria   | dq          |                                          |
| 2015 | Europei indoor   | Praga          | 400 m piani | Semifinale | 53"82       |                                          |
| 2015 | Mondiali         | Pechino        | 400 m hs    | 4ª         | 54"20       |                                          |
| 2016 | Europei          | Amsterdam      | 400 m hs    | Oro        | 55"12       | Miglior prestazione personale stagionale |
| 2016 | Giochi olimpici  | Rio de Janeiro | 400 m hs    | Argento    | 53"55       | Record nazionale                         |
| 2017 | Europei indoor   | Belgrado       | 400 m piani | Semifinale | 52"86       | Miglior prestazione personale stagionale |
| 2017 | Mondiali         | Londra         | 400 m hs    | Semifinale | 55"45       |                                          |
| 2018 | Europei          | Berlino        | 400 m hs    | Semifinale | 56"91       |                                          |
| 2019 | Mondiali         | Doha           | 400 m hs    | Batteria   | dq          |                                          |
| 2021 | Giochi olimpici  | Tokyo          | 400 m hs    | Semifinale | dnf         |                                          |